# 科学ノート
『科学ノート』（かがくノート）は、1954年5月28日から1960年3月9日までNHKテレビジョン → NHK総合テレビジョンで、1959年1月14日から1960年3月16日までNHK教育テレビジョンで放送されていた中学生向けの学校放送（教科：理科）である。

## 放送時間
いずれも日本標準時、別の時間帯での再放送あり。不定期番組時代には別の不定期番組と一週交替で放送されていた。

### 不定期番組時代
| 期間                           | 放送時間                         |
| ------------------------------ | -------------------------------- |
| 1954年5月28日 - 1954年6月11日  | 金曜日 13:00 - 13:15             |
| 1954年10月28日 - 1955年3月11日 | 木曜日または金曜日 13:00 - 13:20 |
| 1955年4月22日 - 1956年1月20日  | 金曜日 11:35 - 11:55             |
| 1956年4月27日 - 1956年6月22日  | 金曜日 11:30 - 11:50             |
| 1956年9月29日 - 1956年12月22日 | 土曜日 11:30 - 11:50             |
| 1957年1月24日 - 1957年2月21日  | 木曜日 13:00 - 13:23             |
| 1957年4月17日 - 1958年3月5日   | 水曜日 13:00 - 13:23             |

### レギュラー番組時代
| 期間                          | 放送時間                                                                  |
| ----------------------------- | ------------------------------------------------------------------------- |
| 1958年4月15日 - 1959年3月10日 | 水曜日 13:00 - 13:22                                                      |
| 1959年4月15日 - 1960年3月16日 | 水曜日 13:00 - 13:20 最終回は教育テレビのみで放送。総合テレビでは未放送。 |